# Houtdijken
Houtdijken is een buurtschap behorende tot de Nederlandse gemeente Woerden, in de provincie Utrecht. Het ligt tussen Breeveld en Gerverscop en had in 2007 50 inwoners.
Het ligt in de polder Groot-Houtdijk.
Tot 8 september 1857 bestond naast de gemeente Kamerik en de Houtdijken (ook wel Kamerik-Houtdijken) ook een gemeente Kamerik en Mijzijde (ook wel Kamerik-Mijzijde) maar op die datum fuseerde die twee met de gemeenten 's-Gravesloot en Teckop tot de gemeente Kamerik. In 1989 ging die weer op in de gemeente Woerden.
Wijken van Woerden: Bomen- en Bloemenkwartier · Molenvliet · Snel en Polanen · Schilderkwartier · Staatsliedenkwartier · Waterrijk

Dorpen: Harmelen · Kamerik · Kanis · De Meije · Zegveld

Buurtschappen: Barwoutswaarder · Bekenes · Breeveld · Breudijk · Cattenbroek · Geestdorp · Gerverscop · Harmelerwaard · Houtdijken · Kromwijk · Lagebroek · Mijzijde · Oud-Kamerik · Reijerscop · Rietveld · Teckop

Utrecht · Plaatsen in de provincie      Nederland · Provincies · Gemeenten